# Eupoecilia acrographa
Eupoecilia acrographa es una especie de polilla del género Eupoecilia, familia Tortricidae.
Fue descrita científicamente por Turner en 1916.

## Distribución
Se encuentra en Australia.